# 伊塞克湖州
伊塞克湖州 是吉爾吉斯的一個州，因境內的伊塞克湖得名。位於該國東部，北為哈薩克斯坦，南為中國新疆。